# Rassidi
Rassidi è il nome con cui talora si indicano gli Imam zayditi dello Yemen.
Il primo a usare una tale denominazione sembra sia stato Ibn Khaldun che ne parla nel suo Kitāb al-ʿIbar (la cui Introduzione è la celebre Muqaddima, più volte in lingue occidentali).
Il nome deriva da al-Rass, località dell'Hijaz di cui era originario al-Qāsim b. Ibrāhīm Ṭabāṭabā al-Rassī, il nonno del primo Imam zaydita, Yaḥyā b. al-Ḥusayn b. al-Qāsim al-Rassī (al-Hādī ilā l-Ḥaqq).